# Ребекка Фергюсон
Ребе́кка Луї́за Фе́рґюсон Су́ндстрем (швед. Rebecca Louisa Ferguson Sundström; 19 жовтня 1983, Стокгольм) — шведська кіноакторка, модель і кінопродюсерка шведсько-шотландсько-ірландського походження. Найвідоміші ролі: Леді Джессіка у науково-фантастичній франшизі «Дюна», зокрема у фільмах «Дюна» 2021 року та «Дюна: Частина друга», а також Ільза Фауст у серії фільмів «Місія нездійсненна» (грала у частинах: «Нація ізгоїв», «Фолаут», «Розплата. Частина перша» та «Розплата. Частина друга»).
Номінантка премії «Золотий глобус» за роль королеви Елізабет у мінісеріалі «Біла королева» 2013 року.

## Біографія
Народилася 19 жовтня 1983 року у шведському Стокгольмі й виросла в одному з центральних районів міста, Васастан. Її мати, англійка Розмарі Ферґюсон, переїхала з Британії до Швеції у 25 років, а батько — швед. Дівчина відвідувала англомовну школу у Швеції та була вихована двомовною, розмовляючи шведською й англійською. Окрім того, вона відвідувала музичну школу Адольфа Фредріка в Стокгольмі та закінчила її у 1999 році. З 13 років Ребекка працювала моделлю та з'являлася в журналах і телевізійних рекламних роликах.
З дитинства займалася танцями: балетом, чечіткою, джазом, вуличним фанком і танго. Кілька років викладала аргентинське танго у танцювальній трупі в Лунді, паралельно виконавши кілька ролей у короткометражних фільмах. Досліджуючи, чим саме хоче займатися, Ребекка часто змінювала роботу: працювала в дитячому садку нянею, в ювелірній і взуттєвій крамницях, в ресторані корейської кухні.
Першу роль і успіх приніс телесеріал, мильна опера «Нові часи» (швед. Nya tider), що знімався впродовж 1999—2000 років. Пізніше, 2002 року, вона зіграла Кріссі Ерікссон у шведсько-американському мильному серіалі «Оушнавеню» (англ. Ocean Ave.). Шведський режисер Річард Гоберт помітив її на міському ринку Сімрішамна у 2011 році й запросив знятися у фільмі «Подорож до Антіба» (швед. En enkel till Antibes). Пізніше Ферґюсон з'явилася у фільмі жахів «Привид-потопельник» (швед. Strandvaskaren; 2004 рік) і фільмі «Ми» (швед. Vi; 2013 рік) разом зі шведським актором Ґустафом Скашгордом.

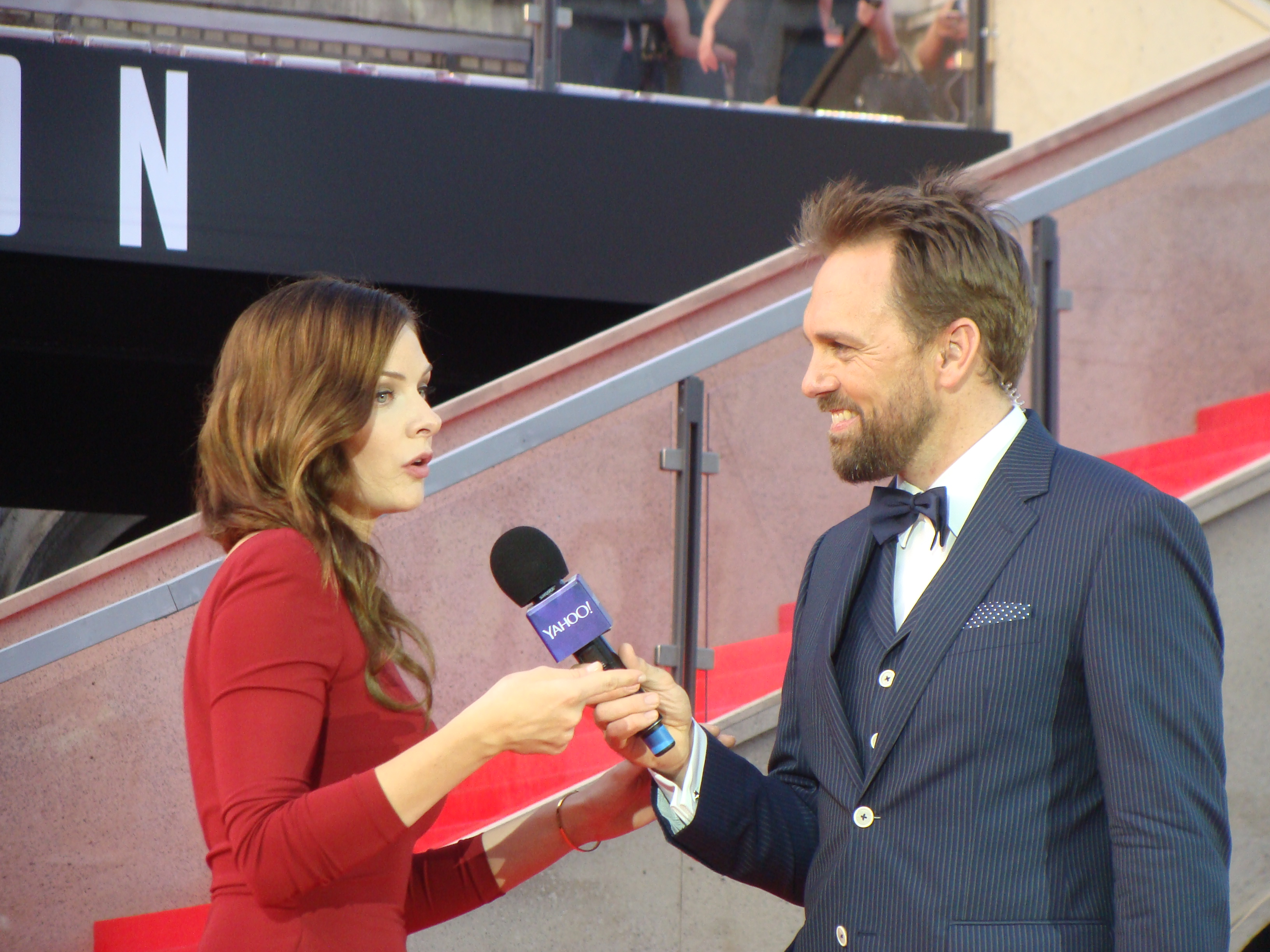
Ферґюсон і Стівен Гетьєн під час прем'єри «Місія нездійсненна: Нація ізгоїв», Відень, 2015

У серпні 2012 року було оголошено, що Ферґюсон отримала роль королеви Єлизавети Вудвілл у 10-серійній історичній телевізійній драмі BBC «Біла королева» 2013 року, заснованій на романах Філіппи Ґреґорі «Війна кузенів» (англ. The Cousins' War) про жінок часів війни Червоної та Білої троянд. Гра Ферґюсон у «Білій королеві» була зустрінута критикою позитивно та принесла їй номінацію на премію «Золотий глобус» за найкращу жіночу роль мінісеріалу або телефільму.
У 2015 році Ферґюсон втілила Ільзу Файуст, головну жіночу роль у п'ятому фільмі серії «Місія нездійсненна», «Місія нездійсненна: Нація ізгоїв», за яку отримала схвальну критику. Том Круз власноруч обрав Ферґюсон після перегляду «Білої королеви». Через три роки Ферґюсон ще раз зіграла у франшизі, у шостому фільмі «Місія нездійсненна: Фолаут».
2016 року Ферґюсон зіграла подвійні ролі Каті та Лорен у шпигунському трилері про часи Холодної війни режисера Шаміма Саріфа «Попри падаючий сніг» (англ. Despite the Falling Snow) разом із Семом Рейдом і Чарльзом Денсом. За роботу в стрічці вона отримала нагороду «за найкращу жіночу роль» на Празькому фестивалі незалежного кіно 2016 року. Пізніше, того ж року, акторка знялася у фільмі Стівена Фрірза «Флоренс Фостер Дженкінс» разом з Меріл Стріп і в екранізації трилера Тейта Тейлора «Дівчина у потягу» разом з такими кінозірками, як Гейлі Беннетт, Емілі Блант, Джастін Теру та Люк Еванс. Акторка була в списку на роль у фільмі про Ґамбіта з комікс-франшизи про людей «X» з Ченнінгом Тейтумом в головні ролі, однак відмовилася від участі в проєкті на противагу «Дівчині у потягу».
2017 рік відзначився в кар'єрі Ферґюсон трьома великими ролями. Вона виконала головну жіночу роль у науково-фантастичному фільмі жахів Даніеля Еспіноси «Життя» разом з Джейком Джилленголом і Раяном Рейнольдсом, пізніше знялася в кримінальному трилері Томаса Альфредсона, екранізації роману норвезького письменника Ю Несбе, «Сніговик» разом з Майклом Фассбендером і Шарлоттою Генсбур у головних ролях, а також знялася в ролі шведської оперної співачки Єнні Лінд у музичному фільмі «Найвеличніший шоумен» з Г'ю Джекманом і Мішель Вільямс у головних ролях.
У 2019 році Ферґюсон зіграла кілька головних ролей у кіно, зокрема, у фільмі «Доктор Сон», екранізації однойменного роману Стівена Кінг. Пізніше втілила леді Джессіку в екранізації «Дюни» Дені Вільнева, яка вийшла на екрани у 2021 році. Пізніше було заявлено, що акторка знову зіграє цю роль у сиквелі «Дюна: Частина друга», вихід якого відбувся у 2023 році[ангажоване джерело]. У 2023 році Ферґюсон знялась у науково-фантастичному серіалі від Apple TV+ під назвою «Бункер» (англ. Silo), крім виконання головної героїні Ребекка також виступила виконавчим продюсером серіалу.
У 2025 році виконала головну жіночу роль у політичному трилері «Дім динаміту».

## Особисте життя
Ребекка Ферґюсон народилася в сім'ї англійки Розмарі Ферґюсон та батька-шведа. Бабуся за матір'ю походить з Північної Ірландії, а дідусь — шотландець. Ребекка взяла прізвище матері як сценічне ім'я. Її мати допомогла гурту ABBA перекласти тексти пісень з альбому Waterloo 1974 року англійською мовою, а також і з'явилася на обкладинці альбому гурту 1975 року[неавторитетне джерело].
У 2007 році Ферґюсон народила сина від свого партнера Людвіґа Голлберґа. Після успіху на телебаченні та народження дитини вона переїхала з ними до Сімрішамна, містечка на південно-східному узбережжі Швеції. У квітні 2015 року розійшлася з бойфрендом. З 2016 року Ферґюсон зустрічається з Рорі, від якого середині 2018 року народила доньку, а наприкінці того ж року пара одружилася. Вони мають будинок у Річмонді, на південному заході Лондону.

## Фільмографія

### Фільми
| Рік  |    | Українська назва                         | Оригінальна назва                             | Роль                                       |
| ---- | -- | ---------------------------------------- | --------------------------------------------- | ------------------------------------------ |
| 2004 | ф  | Привид-потопельник                       | швед. Strandvaskaren                          | Аманда (швед. Amanda)                      |
| 2010 | кф | Леннарт                                  | Lennart                                       | домашня співробітниця                      |
| 2010 | кф | Пульс                                    | швед. Puls                                    | Лінда (швед. Linda)                        |
| 2011 | ф  | Подорож до Антіба                        | швед. En enkel till Antibes                   | Марія (швед. Maria)                        |
| 2011 | кф | Непереборний                             | Irresistible                                  | жінка                                      |
| 2013 | ф  | Ми                                       | швед. Vi                                      | Лінда (швед. Linda)                        |
| 2014 | ф  | Геркулес                                 | Hercules                                      | Ергенія (англ. Ergenia)                    |
| 2015 | ф  | Місія нездійсненна: Нація ізгоїв         | Mission: Impossible – Rogue Nation            | Ільза Фауст (англ. Ilsa Faust)             |
| 2016 | ф  | Попри падаючий сніг                      | Despite the Falling Snow                      | Катя / Лорен (англ. Katya / Lauren)        |
| 2016 | ф  | Флоренс Фостер Дженкінс                  | Florence Foster Jenkins                       | Кетлін Везерлі (англ. Kathleen Weatherley) |
| 2016 | ф  | Дівчина у потягу                         | The Girl on the Train                         | Анна Ватсон (англ. Anna Watson)            |
| 2017 | ф  | Життя                                    | Life                                          | Міранда Норт (англ. Miranda North)         |
| 2017 | ф  | Сніговик                                 | The Snowman                                   | Кетрін Бретт (англ. Katrine Bratt)         |
| 2017 | ф  | Найвеличніший шоумен                     | The Greatest Showman                          | Єнні Лінд (англ. Jenny Lind)               |
| 2018 | ф  | Місія нездійсненна: Фолаут               | Mission: Impossible — Fallout                 | Ільза Фауст (англ. Ilsa Faust)             |
| 2018 | кф | Дівчинка з сірниками                     | Little Match Girl                             | мати                                       |
| 2019 | ф  | Майбутній король                         | The Kid Who Would Be King                     | Морґана (англ. Morgana)                    |
| 2019 | ф  | Люди в чорному: Інтернешнл               | Men in Black: International                   | Різа Ставрос (англ. Riza Stavros)          |
| 2019 | ф  | Доктор Сон                               | Doctor Sleep                                  | Роуз-Капелюх (англ. Rose the Hat)          |
| 2020 | ф  | Холодна ніч                              | Cold Night                                    | Дженні Соренсен (дан. Jenny Sorensen)      |
| 2021 | ф  | Ремінісценція                            | Reminiscence                                  | Мей (англ. Mae)                            |
| 2021 | ф  | Дюна                                     | Dune: Part One                                | Леді Джессіка (англ. Lady Jessica)         |
| 2023 | ф  | Місія неможлива: Розплата. Частина перша | Mission: Impossible – Dead Reckoning Part One | Ільза Фауст (англ. Ilsa Faust)             |
| 2024 | ф  | Дюна: Частина друга                      | Dune: Part Two                                | Леді Джессіка (англ. Lady Jessica)         |
| 2025 | ф  | Місія неможлива: Розплата. Частина друга | Mission: Impossible – Dead Reckoning Part Two | Ільза Фауст (англ. Ilsa Faust)             |
| 2025 | ф  | Дім динаміту                             | A House of Dynamite                           |                                            |
| 2026 | ф  | Милосердя                                | Mercy                                         |                                            |
| 2026 | ф  | Безсмертна людина                        | The Immortal Man                              |                                            |

### Телебачення
| Рік       |    | Українська назва | Оригінальна назва               | Роль                                             |
| --------- | -- | ---------------- | ------------------------------- | ------------------------------------------------ |
| 1999—2000 | с  | Нові часи        | швед. Nya tider                 | Анна Ґріпенгельм (54 епізоди)                    |
| 2002      | с  | Оушнавеню        | Ocean Ave.                      | Кріссі Ерікссон (Епізод «№ 5»)                   |
| 2008      | с  | Валландер        | Wallander                       | Луїза Фредман (Епізод «Sidetracked»)             |
| 2013      | с  | Інспектор і море | нім. Der Kommissar und das Meer | Жасмін Ларссон (Епізод «Der Wolf im Schafspelz») |
| 2013      | с  | Біла королева    | The White Queen                 | королева Елізабет (10 епізодів)                  |
| 2013      | тф | Ватикан          | The Vatican                     | Олівія Борґезе (англ. Olivia Borghese)           |
| 2014      | с  | Червоний намет   | The Red Tent                    | Діна (2 епізоди)                                 |
| 2023—...  | с  | Бункер           | Silo                            | Джульєтт Ніколс (10 епізодів)                    |

## Нагороди та номінації
| Рік  | Конкурс                                    | Номінація                                                   | Фільм                            | Результат | Прим.  |
| ---- | ------------------------------------------ | ----------------------------------------------------------- | -------------------------------- | --------- | ------ |
| 2011 | Стокгольмський міжнародний кінофестиваль   | Висхідна зірка                                              | Подорож до Антіба                | Номінація | [ 45 ] |
| 2012 | MTV Europe Music Awards                    | Найкращий Push-виконавець                                   | —                                | Номінація | [ 45 ] |
| 2013 | Стокгольмський міжнародний кінофестиваль   | Висхідна зірка                                              | Ми                               | Номінація | [ 7 ]  |
| 2014 | «Золотий глобус»                           | Найкраща жіноча роль мінісеріалу або телефільму             | Біла королева                    | Номінація | [ 45 ] |
| 2015 | Гемптонський міжнародний кінофестиваль     | Проривний виконавець                                        | Місія нездійсненна: Нація ізгоїв | Перемога  | [ 45 ] |
| 2015 | Golden Schmoes Awards                      | T&A року                                                    | Місія нездійсненна: Нація ізгоїв | Номінація | [ 45 ] |
| 2016 | Інтернет-асоціація кіно та телебачення     | Найкраща жінка-новачок                                      | Місія нездійсненна: Нація ізгоїв | Номінація | [ 45 ] |
| 2016 | Премія «Емпаєр»                            | Найкраща жіноча роль                                        | Місія нездійсненна: Нація ізгоїв | Номінація | [ 45 ] |
| 2016 | Премія «Вибір критиків»                    | Найкраща жіноча роль у бойовику                             | Місія нездійсненна: Нація ізгоїв | Номінація | [ 45 ] |
| 2016 | Міжнародний кінофестиваль у Баффало        | Найкраща головна жіноча роль                                | Попри падаючий сніг              | Перемога  | [ 45 ] |
| 2016 | Празький фестиваль незалежного кіно        | Найкраща жіноча роль                                        | Попри падаючий сніг              | Перемога  | [ 45 ] |
| 2016 | Каліфорнійський фестиваль незалежного кіно | Найкраща жіноча роль                                        | Попри падаючий сніг              | Перемога  | [ 45 ] |
| 2019 | Товариство кінокритиків Сіетла             | Лиходій року                                                | Доктор Сон                       | Номінація | [ 45 ] |
| 2019 | Премія гуртка жінок-кінокритиків           | Найкраща жіноча роль                                        | Доктор Сон                       | Номінація | [ 45 ] |
| 2019 | Літня кінопремія IGN                       | Найкращий виконавець другого плану у фільмі                 | Доктор Сон                       | Номінація | [ 45 ] |
| 2019 | Кінопремія штату Юта                       | Найкраща акторка другого плану                              | Доктор Сон                       | Номінація | [ 45 ] |
| 2019 | Премія Fright Meter                        | Найкраща акторка другого плану                              | Доктор Сон                       | Перемога  | [ 45 ] |
| 2020 | Blogos de Oro                              | Найкраща акторка другого плану                              | Доктор Сон                       | Номінація | [ 45 ] |
| 2020 | Премія Fangoria Chainsaw                   | Найкраща акторка другого плану                              | Доктор Сон                       | Перемога  | [ 45 ] |
| 2021 | Премія «Сатурн»                            | Найкраща жіноча роль                                        | Доктор Сон                       | Номінація | [ 45 ] |
| 2021 | Премія Асоціації кіножурналістів Індіани   | Найкраща жіноча роль                                        | Дюна                             | Номінація | [ 45 ] |
| 2021 | Премія Sunset Circle                       | Найкраща акторка другого плану                              | Дюна                             | Номінація | [ 45 ] |
| 2022 | Golden Schmoes Awards                      | Найкраща акторка другого плану                              | Дюна                             | Номінація | [ 45 ] |
| 2022 | Супер-премія «Вибір критиків»              | Найкраща жіноча роль у науково-фантастичному/фентезі фільмі | Дюна                             | Перемога  | [ 45 ] |
| 2022 | Гетеборзький кінофестиваль                 | Почесна нагорода Дракона                                    | —                                | Перемога  | [ 45 ] |